# 오픈 포맷
오픈 포맷(open format)은 디지털 자료 저장을 위한 규격으로 보통 사유가 아닌 표준 조직이 관리하며 사용에 법적 제한이 없다. 이를테면, 오픈 포맷은 일반 라이선스를 사용하여 사유 소프트웨어와 자유/오픈 소스 소프트웨어 두 군데에 의해 이식될 수 있어야 한다. 오픈 포맷의 반대말은 사유 포맷이며 사적인 이익에 의해 정의되고 관리된다. 오픈 포맷은 오픈 표준의 부분 집합이다.

## 같이 보기
- 오픈 표준
- 오픈 시스템
- 자유 소프트웨어
- 자유 파일 포맷